# Les Cent Royaumes

Les Cent Royaumes est un recueil de nouvelles se déroulant sur l'univers de fiction Ténébreuse et fait partie du cycle associé. Il contient des nouvelles traduites par Simone Hilling et extraites de plusieurs recueils publiés à l'origine par les éditions DAW. Le recueil a été publié en 1997 par les éditions Pocket  (ISBN 2-266-06597-1).

## Contenu
Le recueil contient les nouvelles suivantes :
- L'Épée du Chaos de Marion Zimmer Bradley (A Sword of Chaos, 1982)
- Acurrhir Todo; Nada Perdonad de Deborah Wheeler (Acurrhir Todo; Nada Perdonad, 1990)
- Éclats de verre de Nina Boal (Shards, 1994)
- Tempêtes d'été de Glenn R. Sixbury (Summer Storms, 1993)
- Parole d'Hastur de Marion Zimmer Bradley (The Word of a Hastur, 1994)
- Le Choix de Lynn Michals (Choices, 1993)
- La Loi de Cherilly de Janni Lee Simner (Cherilly's Law, 1991)
- Le Don de Lynne Armstrong-Jones (The Gift, 1991)
- Rosa la Blanchisseuse de Mary Ellen Fletcher (Rosa the Washerwoman, 1993)
- Sin Catenas d'Elisabeth Waters (Sin Catenas, 1993)
- Le Chacal de Vera Nazarian (The Jackal, 1988)
- Commencement de Judith K. Kobylecky (A Beginning, 1991)
- Dans la gueule du dragon de Susan M. Shwartz (In the Throat of the Dragon, 1982)
- Fuite de Leslie Williams (Escape, 1982)
- Renaissance d'Elisabeth Waters (Rebirth, 1982)
- Feu dans les Heller de Patricia Shaw Mathews (Fire in the Hellers, 1994)
- Les Rebelles de Deborah J. Mays (The Rebels, 1991)
- Exemple de Mercedes Lackey (An Object Lesson, 1990)
- Licence poétique de Mercedes Lackey (Poetic licence, 1994)
- A Cappella d'Elisabeth Waters (A Cappella, 1994)
- Les vengeurs de Varzil de Diann S. Partridge (Varzil's Avengers, 1991)